# Dess-martin-perjodinaan
Dess-martin-perjodinaan is een organisch reagens dat wordt gebruikt om primaire alcoholen tot aldehyden te oxideren en secundaire alcoholen tot ketonen. De hypervalente joodverbinding, waarin jood zich in oxidatietoestand +V bevindt, is genoemd naar de Amerikaanse scheikundigen Daniel Benjamin Dess en James Cullen Martin.

## Synthese
2-joodbenzoëzuur wordt met kaliumperoxosulfaat (KHSO5) of kaliumbromaat (KBrO3) geoxideerd tot 2-jodoxybenzoëzuur (deze stof is decompositiegevoelig).
Het jodoxybenzoëzuur wordt vervolgens behandeld met azijnzuuranhydride, azijnzuur en p-tolueensulfonzuur. Het product wordt vervolgens verkregen door filtratie. Andere methodes die het gebruik van jodoxybenzoëzuur vermijden zijn eveneens verschenen.

## Eigenschappen en toepassingen
Dess-martin-perjodinaan behoort tot de stofklasse der perjodinanen en heeft een aantal voordelen ten opzichte van de veelgebruikte chroomreagentia en de op dimethylsulfoxide (DMSO) gebaseerde methodes: mildere reactiecondities, kortere reactietijden, hogere opbrengsten en makkelijkere isolaties. Bovendien is dess-martin-perjodinaan een stuk minder toxisch dan de chroomreagentia. Nadelen zijn de relatief hoge prijs van de verbinding en de thermische instabiliteit van de hypervalente joodverbinding en zijn intermediairen bij de synthese.
Dess-martin-perjodinaan wordt veel gebruikt om complexe, gevoelige en multifunctionele alcoholen te oxideren tot aldehyden en ketonen. Dit komt voornamelijk tot uiting bij de synthese van natuurlijke stoffen. De reden voor de selectieve oxidatie van alcoholen is de complexatie van het perjodinaan met het alcohol, waarna de oxidatie plaatsvindt tot een carbonylgroep.